# Broćevac
Broćevac (lat. Crucianella), biljni rod iz porodice Broćevki. Rod se sastoji se od 31 vrste jednogodišnjeg raslinja. 

## Rasprostranjenost:
Europa, Mediteran, Zapadna Azija do Irana, Krim, Sjeverni Kavkaz i Srednja Azija.
U Hrvatskoj rastu dvije vrste uskolisni broćevac (C. angustifolia) i širokolisni broćevac (C. latifolia).

## Vrste
1. Crucianella aegyptiaca L.
2. Crucianella angustifolia L.
3. Crucianella arabica Schönb.-Tem. & Ehrend.
4. Crucianella baldschuanica Krasch.
5. Crucianella bithynica Boiss.
6. Crucianella bucharica B.Fedtsch.
7. Crucianella chlorostachys Fisch. & C.A.Mey.
8. Crucianella ciliata Lam.
9. Crucianella disticha Boiss.
10. Crucianella divaricata Korovin
11. Crucianella exasperata Fisch. & C.A.Mey.
12. Crucianella filifolia Regel & C.Winkl.
13. Crucianella gilanica Trin.
14. Crucianella graeca Boiss.
15. Crucianella hirta Pomel
16. Crucianella imbricata Boiss.
17. Crucianella kurdistanica Malin.
18. Crucianella latifolia L.
19. Crucianella macrostachya Boiss.
20. Crucianella maritima L.
21. Crucianella membranacea Boiss.
22. Crucianella parviflora Ehrend.
23. Crucianella patula L.
24. Crucianella platyphylla Ehrend. & Schönb.-Tem.
25. Crucianella sabulosa Korovin & Krasch.
26. Crucianella schischkinii Lincz.
27. Crucianella sintenisii Bornm.
28. Crucianella sorgerae Ehrend.
29. Crucianella suaveolens C.A.Mey.
30. Crucianella transjordanica Rech.f.
31. Crucianella turcica Hamzaoglu

## Vanjske poveznice
|  | Zajednički poslužitelj ima još gradiva o temi Crucianella |
|  | Wikivrste imaju podatke o taksonu Crucianella             |